# Castrogonzalo
Castrogonzalo è un comune spagnolo di 519 abitanti situato nella comunità autonoma di Castiglia e León.